# N105 (België)
De N105 (Heisbroekweg) is een gewestweg in de Belgische provincie Antwerpen. De weg ligt volledig op het grondgebied van de gemeente Sint-Katelijne-Waver en verbindt de R6 Noordelijke ring om Mechelen met het centrum van Sint-Katelijne-Waver. Een stuk weg van ongeveer 200 m, zuidelijk van de R6, behoort eveneens tot de N105. De totale lengte van de weg bedraagt 3 kilometer.
In 2009-2011 werd het gelijkvloerse kruispunt met de R6 omgevormd tot een ongelijkvloerse kruising, met op maaiveldniveau een rotonde en een brug in de R6. De straat Donk (richting Mechelen) is hier niet meer mee verbonden en is dus een doodlopende weg geworden.
De N105 is een belangrijke toegangsweg voor het bedrijventerrein dat er gelegen is, inclusief de Mechelse Veilingen.